# Брэдшоу, Тони
Тони Брэдшоу (англ. Toni Bradshaw, род. 25 февраля 1976, Новая Зеландия) — новозеландская профессиональная шоссейная велогонщица.

## Карьера
Тони Брэдшоу с раннего возраста проявляла талант к спорту, особенно требующим выносливости, таким как плавание и бег, что привело её к триатлону. Она представляла Новую Зеландию в триатлоне трижды, прежде чем полностью сосредоточилась на шоссейном велоспорте в 2001 году.
Она заняла 24-е место на Чемпионате мира по триатлону ITU в Перте (возрастная группа 20-24 года) в 1997 году, 19-е место на Чемпионате мира по триатлону ITU в Лозанне (возрастная группа 20-24 года) в 1998 году, и 17-е место на Чемпионате мира по триатлону ITU в Перте (возрастная группа 20-24 года) в 2000 году.
Тони Брэдшоу активно участвовала в профессиональном шоссейном велоспорте на протяжении десяти лет, с 2001 по 2010 годы. На протяжении своей карьеры Брэдшоу выступала за несколько команд, включая Les Pruneaux d'Agen в 2006 году и Team Swift Racing в 2008 году.
В 2004 она заняла 6-е место на чемпионате Новой Зеландии по шоссейному велоспорту в групповой гонке. В 2005 году Тони Брэдшоу достигла одного из своих лучших результатов, заняв 3-е место на Чемпионате Океании по шоссейному велоспорту в групповой гонке.
Период с 2004 по 2007 год выделяется как время её стабильно высоких результатов и пика формы. В 2006 году Брэдшоу показала сильные выступления, заняв 7-е место в генеральной классификации Гранд Букль феминин и 5-е место на одном из этапов этой престижной гонки. В следующем, 2007 году, она вновь продемонстрировала высокие результаты, заняв 3-е место в генеральной классификации Тура Бретани, а также 3-е и 5-е места на отдельных этапах этой гонки.
Она представляла свою страну на Играх Содружества 2006 в Мельбурне (Австралия). Была участницей чемпионатов мира по шоссейному велоспорту 2005, 2006, 2007 и 2010 годов. Так, в 2005 году она заняла 70-е место на чемпионате мира. В 2006 году Тони Брэдшоу была включена в сборную Новой Зеландии для участия в Чемпионате мира в Зальцбурге (Австрия). Она была одной из двух отобранных гонщиц, наряду с Джоанн Кисановски, и обе должны были участвовать только в групповой гонке. Тогда Тони Брэдшоу заняла 82 место. В 2007 году на Чемпионате мира в Штутгарте (Германия), Тони Брэдшоу стала одной из первых жертв сложных погодных условий. Она попала в ранний завал, что привело к тому, что она не смогла финишировать в гонке. В 2010 году она заняла 70-е место на Чемпионате мира в Мельбурне (Австралия).
Брэдшоу является квалифицированным физиотерапевтом.
После завершения профессиональной карьеры в 2010 году Брэдшоу активно занималась тренерской деятельностью, работая с велокомандой школы Сент-Катбертс, и продолжала работать физиотерапевтом.

## Достижения
1999
4-я на Чемпионате Новой Зеландии — индивидуальная гонка
7-я на Чемпионате Новой Зеландии — групповая гонка
2001
7-я на Чемпионате Новой Зеландии — индивидуальная гонка
6-я на Чемпионате Новой Зеландии — групповая гонка
2003
8-я на Чемпионате Новой Зеландии — индивидуальная гонка
8-я на Чемпионате Новой Зеландии — групповая гонка
2004
3-я на 3-м этапе Тур де ла Дром
7-я на Чемпионате Новой Зеландии — индивидуальная гонка
6-я на Чемпионате Новой Зеландии — групповая гонка
2005
10-я на Чемпионате Австралии — групповая гонка
Тур Новой Зеландии
7-я на 1-м этапе
6-я на 2-м этапе
6-я на 3-м этапе
Тур де ла Дром
2-я на 3-м этапе
10-я на 6-м этапе
Тур Бретани
9-я на 1-м этапе
7-я на 4-м этапе
6-я в генеральной классификации
3-я на Чемпионате Океании — групповая гонка
2006
Тур Новой Зеландии
9-я на 1-м этапе
6-я на 2-м этапе
Гранд Букль феминин
5-я на 1-м этапе
6-я на 3-м этапе
7-я на 4-м этапе
7-я на 5-м этапе
9-я в горной классификации
8-я в очковой классификации
7-я в генеральной классификации
Тур Бретани
6-я на 1-м этапе
9-я в генеральной классификации
2007
7-я на Чемпионате Новой Зеландии — индивидуальная гонка
9-я на Чемпионате Новой Зеландии — групповая гонка
10-я в спринтерской классификации Тура Новой Зеландии
8-я на 5-м этапе Тура Острова Принца Эдуарда
Тур Бретани
3-я на 1-м этапе
5-я на 5-м этапе
10-я в очковой классификации
3-я в генеральной классификации
2008
7-я на Чемпионате Новой Зеландии — групповая гонка
2009
10-я на Чемпионате Новой Зеландии — индивидуальная гонка
2010
8-я на Чемпионате Новой Зеландии — групповая гонка

### Статистика выступления наГранд-турах
| Гонка / Год          | 2004           | 2005           | 2006 | 2007 | 2008 |
| -------------------- | -------------- | -------------- | ---- | ---- | ---- |
| Гранд Букль феминин  | —              | —              | 7    | —    | 29   |
| Рут де Франс феминин | не проводилась | не проводилась | 27   | DNF  | —    |
| Тур де л'Од феминин  | —              | 31             | 25   | 19   | 65   |
| Джиро д’Италия Донне | 69             | —              | —    | —    | —    |